# Ordre de bataille unioniste de la première bataille de Deep Bottom
Les unités et commandants de l'armée de l'Union ont combattu lors de la première bataille de Deep Bottom (27-29 juillet 1864), de la guerre de Sécession. L'ordre de bataille confédéré est indiqué séparément.

## Abréviations utilisées

### Grade Militaire
- LTG = Lieutenant général
- MG = Major général
- BG = Brigadier général
- Col = Colonel
- Ltc = Lieutenant-colonel
- Maj = Commandant
- Cpt = Capitaine
- Lt = Lieutenant

### Autres
- w = blessé
- mw = mortellement blessé
- k = tué
- c = capturé

## Forces de l'Union

### Général en chef
LTG Ulysses S. Grant

### Armée du Potomac
MG George Meade

#### IIe corps
MG Winfield Scott Hancock
Escorte :
- 1st Vermont Cavalry, compagnie M : Cpt John H. Hazelton

Ingénieurs :
- 1st Battalion, New York Infantry : Maj Wesley Brainerd

Chef de l'artillerie : Col John C. Tidball
| Division | Brigade                                                                                    | Régiments et autres |
| --- | ------------------------------------------------------------------------------------------ | --- |
| Première division BG Francis C. Barlow                                                                                   | Première brigade Col James C. Lynch                                                        | - 28th Massachusetts : Maj James Flemming - 26th Michigan : Cpt Lucius H. Ives - 5th New Hampshire : Maj James E. Larkin - 61st New York : Maj George W. Scott - 81st Pennsylvania : Ltc William Wilson - 140th Pennsylvania : Cpt Thomas Henry - 183rd Pennsylvania : Ltc George T. Egbert - 2nd New York Heavy Artillery : Maj George Hogg |
| Première division BG Francis C. Barlow                                                                                   | Brigade consolidée Col Clinton D. MacDougall                                               | - 39th New York : Cpt David A. Allen - 52nd New York : Cpt George Degener - 57th New York : Cpt L. Hart Wilder - 63rd New York (6 compagnies) : Cpt Alexander Watts - 69th New York (6 compagnies) : Cpt Albert Gosse - 88th New York : Ltc Denis F. Burke - 111th New York : Cpt Marcus W. Murdock - 125th New York : Cpt Nelson Penfield - 126th New York : Cpt John B. Geddis |
| Première division BG Francis C. Barlow                                                                                   | Quatrième brigade Ltc Knut Oscar Broady                                                    | - 2nd Delaware (5 compagnies): - 64th New York : Ltc William Glenny - 66th New York : Cpt Nathaniel P. Lane - 53rd Pennsylvania : Cpt Philip H. Schreyer - 145th Pennsylvania:: Cpt James H. Hamlin - 148th Pennsylvania:: Cpt Alfred A. Rhinehart - 7th New York Heavy Artillery:: Ltc Joseph H. Murphy - 116th Pennsylvania:: Cpt David W. Megraw |
| Deuxième division MG John Gibbon Garde de la prévôté : deuxième compagnie des Minnesota Sharpshooters : Cpt Mahlon Black | Première brigade Ltc Francis E. Pierce                                                     | - 19th Maine : Cpt Joseph W. Spaulding - 15th Massachusetts : Maj Isaac Harris Hooper - 19th Massachusetts : - 20th Massachusetts : - 1st Company Massachusetts Sharpshooters : - 7th Michigan : - 1st Minnesota Battalion (2 compagnies) : Cpt James C. Farwell - 42nd New York : - 59th New York : - 82nd New York : - 184th Pennsylvania : - 36th Wisconsin : |
| Deuxième division MG John Gibbon Garde de la prévôté : deuxième compagnie des Minnesota Sharpshooters : Cpt Mahlon Black | Deuxième brigade Col Mathew Murphy                                                         | - 8th New York Heavy Artillery : Maj Erastus M. Spaulding - 155th New York : Maj John Byrne - 164th New York : Maj John Beattie - 170th New York : Cpt John Coonan - 182nd New York Heavy Artillery : Col Mathew Murphy |
| Deuxième division MG John Gibbon Garde de la prévôté : deuxième compagnie des Minnesota Sharpshooters : Cpt Mahlon Black | Troisième brigade Col Thomas A. Smyth                                                      | - 14th Connecticut : Cpt John C. Broatch - 1st Delaware : - 12th New Jersey : - 10th New York (6 compagnies): - 108th New York : - 8th Ohio : - 69th Pennsylvania : Cpt Patrick S. Tinen - 106th Pennsylvania : Cpt John B. Breitenbach - 7th West Virginia : |
| Troisième division BG Gershom Mott                                                                                       | Première brigade BG Régis de Trobriand                                                     | - 20th Indiana : - 17th Maine : - 40th New York : Cpt Madison M. Cannon - 73rd New York : Ltc Michael W. Burns - 86th New York : - 124th New York : - 99th Pennsylvania : Col Edwin Ruthwin Biles - 110th Pennsylvania : - 2nd U.S. Sharpshooters: - 4th New York Heavy Artillery (5 compagnies) : Maj Frank Williams |
| Troisième division BG Gershom Mott                                                                                       | Deuxième brigade Col Daniel Chaplin (jusqu'au 28 juillet) Col Henry J. Madill (28 juillet) | - 5th Michigan : Col John Pulford - 93rd New York : Maj Samuel McConihe - 57th Pennsylvania : Ltc William B. Neeper - 63rd Pennsylvania : - 105th Pennsylvania : Cpt John C. Conser - 141st Pennsylvania : Col Henry J. Madill - 1st U.S. Sharpshooters : Cpt John Wilson - 1st Massachusetts Heavy Artillery : Maj Nathaniel Shatswell - 1st Maine Heavy Artillery : Ltc Thomas H. Talbot [transféré dans la première brigade le 28 juillet] |
| Troisième division BG Gershom Mott                                                                                       | Troisième brigade Col Robert McAllister                                                    | - 16th Massachusetts : - 5th New Jersey : Cpt Thomas C. Godfrey - 6th New Jersey : - 7th New Jersey : Cpt Thomas C. Thompson - 8th New Jersey : Maj Virgil M. Healy - 11th New Jersey : Col Robert McAllister, Ltc John Schoonover (à partir du 30 juillet) |
| Troisième division BG Gershom Mott                                                                                       | Quatrième brigade Col William R. Brewster                                                  | - 11th Massachusetts (5 compagnies) : Col William Blaisdell - 71st New York : - 72nd New York (3 compagnies) : - 74th New York : - 84th Pennsylvania : Ltc George Zinn |
| Troisième division BG Gershom Mott                                                                                       | Brigade d'artillerie Maj John G. Hazard                                                    | - 6th Maine Light : Cpt Edwin B. Dow - 10th Battery, Massachusetts Light : Cpt Henry J. Sleeper - 1st Battery, New Hampshire Light : Cpt Frederick M. Edgell - Battery B, 1st New Jersey Light : Cpt A. Judson Clark - 3rd Battery, New Jersey Light : Cpt Christian Woerner - 4th New York Heavy : Cpt John B. Vande Wieler - Battery G, 1st New York Light : Cpt Nelson Ames - 11th Battery, New York Light : Cpt John E. Burton - 12th Battery, New York Light : Cpt George F. McKnight - Battery F, 1st Pennsylvania Light : Cpt R. Bruce Ricketts - Battery A, 1st Rhode Island Light : Lt William S. Perrin - Battery B, 1st Rhode Island Light : Cpt Thomas Frederick Brown - Battery K, 4th U.S. Light : Cpt John W. Roder - Battery C, 5th U.S. Light : - Battery I, 5th U.S. Light : |

#### Corps de cavalerie
MG Philip Sheridan
| Division                                                | Brigade                                 | Régiments et autres |
| ------------------------------------------------------- | --------------------------------------- | --- |
| Deuxième division de cavalerie BG David McMurtrie Gregg | Première brigade BG Henry Eugene Davies | - 1st Massachusetts Cavalry: - 1st New Jersey Cavalry: - 10th New York Cavalry: - 6th Ohio Cavalry: Col William Stedman - 1st Pennsylvania Cavalry:                      |
| Deuxième division de cavalerie BG David McMurtrie Gregg | Deuxième brigade Col John Irvin Gregg   | - 1st Maine Cavalry : - 2nd Pennsylvania Cavalry : - 4th Pennsylvania Cavalry : - 8th Pennsylvania Cavalry : - 13th Pennsylvania Cavalry : - 16th Pennsylvania Cavalry : |

### Armée de la James
MG Benjamin F. Butler

#### Xe corps
| Division          | Brigade                                    | Régiments et autres |
| ----------------- | ------------------------------------------ | --- |
| Première division | Troisième brigade BG Robert Sanford Foster | - 10th Connecticut : Col John L. Otis - 11th Maine : Maj Jonathan A. Hill - 1st Maryland Cavalry (démontée) : - 24th Massachusetts : Col Francis A. Osborn - 100th New York : |

#### XIXe corps
| Division          | Brigade                                | Régiments et autres                                                                                               |
| ----------------- | -------------------------------------- | --- |
| Deuxième division | Première brigade BG Henry Warner Birge | - 9th Connecticut : - 12th Maine : - 14th Maine : - 26th Massachusetts : - 14th New Hampshire : - 75th New York : |

#### Cavalerie
| Division                              | Brigade                              | Régiments et autres |
| ------------------------------------- | ------------------------------------ | --- |
| Division de cavalerie BG August Kautz | Première brigade Col Robert M. West  | - 3rd New York Cavalry : Cpt John M. Wilson - 5th Pennsylvania Cavalry (détachement) : Col Robert M. West                             |
| Division de cavalerie BG August Kautz | Deuxième brigade Col Samuel P. Spear | - 1st District of Columbia Cavalry : Maj J. Stannard Baker - 11th Pennsylvania Cavalry (détachement) :                                |
| Division de cavalerie BG August Kautz | Non affecté                          | - 4th Massachusetts Cavalry, compagnie F : - 4th Massachusetts Cavalry, compagnie G : - 1st New York Mounted Rifles :                 |
| Division de cavalerie BG August Kautz | Artillerie                           | - 4th Wisconsin Battery (première section) : Cpt George B. Easterly - 4th Wisconsin Battery (deuxième section) : Lt William P. Powers |

### Forces navales
- USS Mendota : commandant Edward T. Nichols